# 鼓山第一公有零售市場

湊町市場是日本於1912年填海造陸的第一新市街─哈瑪星完工後所設立，佔地1200多坪，是一座現代化菜市場，是打狗市第一個現代化菜市場，現為鼓山第一公有零售市場。湊町市場內部備有管理人員，居民稱之為「哈瑪星菜市仔」。戰後，因為都市的發展，現在舊有的傳統市場大部分已經都改建為更現代化、功能更多的市場，幾經整建後，現為鼓山第一公有零售市場。
地上一樓為傳統零售市場，三樓為老人活動中心，四樓為高雄市立圖書館南鼓山分館。

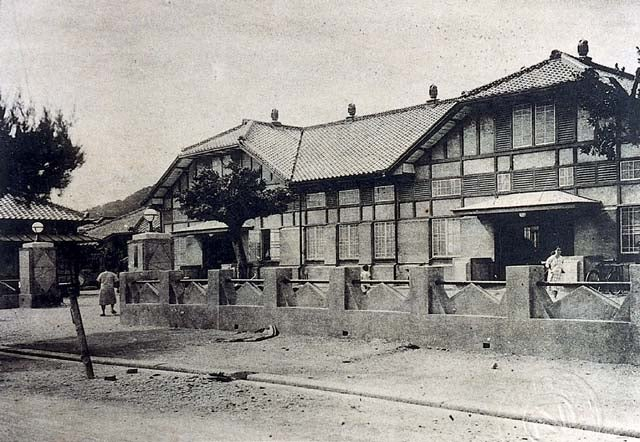
湊町市場舊照。
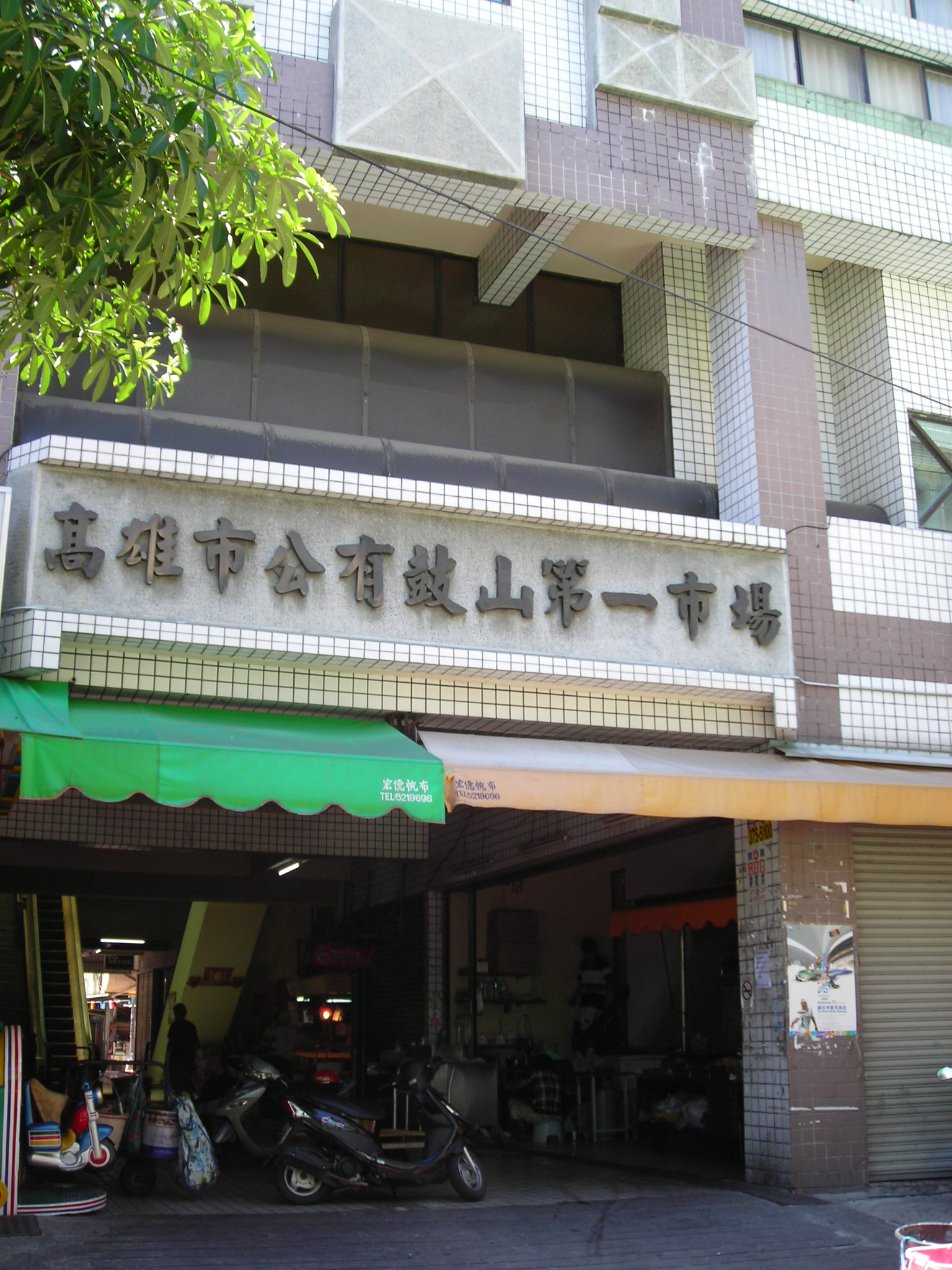
今日的鼓山第一市場